# Шахрисабз
Шахриса́бз (узб. Shahrisabz / Шаҳрисабз) — город в  Кашкадарьинской области (вилояте) Узбекистана. Один из древнейших городов Центральной Азии, до XVI века назывался Кеш. Шахрисабз расположен между притоками реки Кашкадарья — Оксув на севере и Танхаздарья на юге. Численность населения по состоянию на 1 января 2014 года составляет 100,3 тыс. жителей, на 1991 год — 53 тыс. жителей. Большую часть населения составляют узбеки. Имеется аэропорт и железнодорожная станция Китаб, которая в 1959 году перестала быть самостоятельной единицей Шахрисабзского района и вошла в состав города Шахрисабз.

## Название
Название города Шахриса́бз происходит от персидского (шаҳр) «город» и (сабз) «зеленый»  и переводится буквально как  «Зелёный город», «Зеленоград».
Это название закрепилось за городом начиная с XV века. До XV века город был известен под согдийским названием Кеш (согд. Kəš) со значением «жилище, дом, поселение». В «Бабур-наме» (XV — начало XVI века), наряду с названием Кеш употреблялось и Шахрисабз.

## История
По некоторым данным, город основан примерно в VIII веке до н. э. Город в древности назывался Кеш.
Древние жители города — кешцы были известны своими ремёслами, торговлей и высокой культурой, самым распространённым был согдийский язык.
Город являлся одним из центров зороастризма, а позднее — параллельно несторианства. До XIV века город был известен как Кеш.
Также он считался одним из основных городов сатрапии Согдиана в империи Ахеменидов. В 329 году до н. э. Кеш был захвачен войсками Александра Македонского и оказался под влиянием эллинистической культуры.
В I—II веках н. э. город был в орбите влияния Кушанской империи. В III—IV веках был подчинён Кангюю. Древние кангары-кангюйцы, которые сформировались на основе группы сакских племён присырдарьинских районов, а в III веке до н. э. создали свое государство были тюркоязычными. 
В IV—V веках н. э. Кеш входил в состав государств хионитов и кидаритов. Его правители с III века до н. э. до VIII века н. э. выпустили большое количество монет. Известны имена правителей древнего и раннесредневекового Кеша — Ахурпат и Шишпир.
Был крупным античным и раннесредневековым городским центром и долгое время — столицей Центрального Согда. В VI веке он вошёл в состав государства эфталитов. В 567—658 годах согдийские правители города подчинялись тюркам.

### В составе Тюркского каганата
В VI—VIII веках Кеш входил в составы Тюркского и Западнотюркского каганатов. В VIII веке правителем-маликом Хузара (Кеш) был тюрк Субугра.
При Тон-ябгу-кагане (618—630 годах) власть тюрков усилилась в Согде. Новые походы в Тохаристан и Афганистан раздвинули границы государства до северо-западной Индии. Тон-ябгу каган провел административную реформу и назначил своих представителей — тудунов — в области, в том числе в Согд, для наблюдения и контроля за сбором дани. Предполагают, что он выпускал свои монеты с надписью «Тун ябгу каган».
Древним тюркским племенем были халаджи, которые в Раннем Средневековье проживали в Тохаристане — современные территории южного Узбекистана, Таджикистана и северного Афганистана.
Тюрки Центральной Азии поклонялись следующим божествам: Тенгри (Небо), Умай (богиня-Мать), Йер-суб (Земля-Вода) и Эрклиг (Владыка ада), среди которых главенствующее положение занимал Тенгри.

### Арабское завоевание
В VIII веке был завоёван арабами. Во время арабского нашествия долина Кашкадарьи и особенно Кеш были эпицентром антиарабского и антиисламского освободительного движения во главе с Муканной, известного в истории как «Восстание людей в белых одеждах».
В конечном итоге сопротивление привело к упадку столичного города. В 701—704 годах происходили сражения между тюрками и арабами у Несефа и Кеша.
Во время правления династии Саманидов городская жизнь постепенно перемещается к юго-западу от старого Кеша — на место расположения крупного селения Баркнон.

### Эпоха Караханидов
В 1038 году Бури-тетин Ибрахим б. Наср, сын завоевателя Мавераннахра, захватил Саганиан, откуда вторгся в центральный Мавераннахр. В 1040 году он завоевал Кеш.
К X веку в государстве Караханидов функционировал литературный язык, продолживший традиции древнетюркских письменных текстов. Официальный караханидский язык X в. основывался на грамматической системе древних карлукских диалектов.
Исламизация Караханидов и их тюркских подданных сыграло большую роль в культурном развитии тюркской культуры. В конце Х - начале XI в. впервые в истории тюркских народов на тюркский язык был переведен Тафсир - комментарии к Корану. В эту эпоху в Средней Азии появились крупнейшие тюркоязычные литературные произведения: «Благодатное знание» (Кутадгу билиг) Юсуфа Баласагуни, «Диван» Ахмада Яссави, «Дары истины» (Хибатул хакоик) Ахмада Югнаки. Ученый XI века Махмуд Кашгари заложил основы тюркского языкознания. Он перечисляет названия многих тюркских племён Средней Азии.
Одним из знаменитых учёных был историк Маджид ад-дин ас-Сурхакати, который написал «Историю Туркестана», в которой излагалась история династии Караханидов.
В период правления Караханидов окончательно складывается новая столица средневекового Кеша. Во времена гегемонии Хорезмшахов (начало XIII века) Кеш-Шахрисабз впервые ограждается оборонительными стенами.

### Эпоха Темура и Темуридов
С XIV века город становится известен под названием Шахрисабз. Именно с этого периода на монетах того времени чеканится нынешнее название города.
В 1336 году в деревне (кишлаке) Ходжа-Илгар на окраине Шахрисабза родился Амир Темур (Тамерлан), который впоследствии создал одну из крупнейших и могущественных империй своего времени, которая простиралась от восточной Анатолии до восточной Индии.
В середине XIV века городом управлял Хаджи Барлас, дядя Амира Темура по линии отца. Его резиденция находилась в Карши. В целом со второй половины XIII века Шахрисабз и Карши с прилегающими территориями в административном отношении принадлежали тюркской племени барлас.
Во время существования империи Темуридов Амир Темур превратил свой родной город в один из крупнейших и развитых центров (в XIV-начале XV веков являлся его резиденцией), но в качестве столицы выбрал Самарканд. Именно в Шахрисабзе Темур принимал решение сделать Самарканд столицей своего государства. Но Шахрисабз не потерял своё значение и после того, как Самарканд стал столицей. Город занимал по своему значению второе место после столицы государства. Именно тогда название «Шахрисабз» постепенно приобретает большую известность. В ту эпоху Шахрисабз являлся одним из мест постоянного проживания беков (князей) тюркского племени барлас.
По приказу Темура на его родине в Кеше (Шахрисабзе) был возведён дворец Ак-Сарай, причём он мечтал построить гораздо бо́льший дворец. Его строительство началось в 1380 году, то есть сразу после укрепления власти самодержца в Мавераннахре. Строительные работы продолжались 24 года, почти до самой смерти Сахибкирана. Дворец включал в себя несколько дворов, вокруг которых находились жилые помещения и комнаты общественного назначения. Помещения были украшены золотой лазурью, фасады построек покрыты цветными изразцами, дворы вымощены белыми плитами. Одним из чудес дворца был устроенный на крыше бассейн, с которого стекал живописный каскад струй. Вода в бассейн поступала по свинцовому жёлобу с горного перевала Тахтакарача. Арка входного портала Ак-Сарая, рухнувшая около 300 лет назад, была крупнейшей в Средней Азии. К настоящему времени от этого величественного сооружения сохранились лишь 2 разобщённых пилона. Дворец занимал большую площадь: только один главный внутренний двор составлял 120—125 м в ширину и 240—250 м в длину. Расчёт пропорций сохранившихся элементов здания показывает, что высота главного портала достигала 70 метров.
В городе были похоронены некоторые представители династии Темуридов: отец Темура — Мухаммад Тарагай, 2 старших сына Темура — Джахангир и Умар шейх.
Каждый раз, когда Амир Темур отправлялся в дальний поход или же при возвращении, он некоторое время проводил в Шахрисабзе. Кочевые узбеки-воины были на службе у Темура, например источники сообщают о воинах-узбеках в 1366 г. в Карши, а также среди беков (Бахт ходжа узбек), находившихся на службе у Тимура. В составе войск Темура в индийском походе в 1399 г. были 400 домов узбеков.
В последней четверти XIV века город достиг самой высокой степени своего развития. Но после времён Амира Темура и Улугбека он утратил свою былую славу и оказался вне внимания центральных властей.

### В составе Бухарского ханства
В XVI-начале XX веков Шахрисабз (Шаар или Шаар-Сабиза) входил в состав Бухарского ханства и был административным центром Шахрисабзского бекства (княжества).
В частности, в 1556 году (по другим данным — к 1574 году) город был захвачен узбекским ханом Абдулла-ханом II из династии Шейбанидов и включён в состав новообразованного Каршинского вилаята (провинции). К XVI веку Шахрисабз был окружён мощными городскими оборонительными стенами.

### В составе владения узбеков-кенагасов и Бухарского эмирата
В середине XVIII века узбекский род кенагасов основал здесь полунезависимое владение, которое сохраняло свою относительную автономию вплоть до российского завоевания в 1870 году. 
Аштарханидов в Бухаре в 1785 году сменила узбекская династия мангытов, члены которой правили Бухарой до 1920 года. Бухарский эмират, наряду с Хивинским ханством и Кокандским ханством, являлся одним из трёх узбекских ханств в Средней Азии.
Бухарский эмир Насрулла (1827—1860) вел жесткую борьбу против центробежных сил в лице глав родов и племен. В 1830-х годах была проведена военная реформа. В юридических документах Насруллы помещалась надпись на узбекском языке: Абул Музаффар ва-л-мансур Амир Насраллах бахадур султан сузумиз (наше слово могущественного и победоносного эмира Насруллы).
В 1856 году эмир Насрулла подчинил себе Шахрисабз, но между 1860 и 1870 годами Шахрисабз вновь приобрел независимость. 
С 1860 года Джурабек совместно с Бабабеком независимо правили в Китабе и Шахрисабзе. На начальном этапе военной кампании генерала Кауфмана против бухарского эмира шахрисабзцы также оставались в стороне.
Однако после взятия Самарканда и последующего движения русских войск к Катта-Кургану, Джурабек и Бабабек, собрав значительные силы, в июне 1868 года безуспешно атаковали Самаркандскую цитадель, защищаемую небольшим русским гарнизоном.
Дальнейшее враждебное отношение Джурабека к России, мешавшее мирному устроению завоёванной русскими Заравшанской долины, ускорили развязку.
Летом 1870 года под стенами Китаба появились русские войска под командованием генерала Абрамова. Военные действия были недолги, но весьма упорны.
14 августа 1870 года Китаб был взят штурмом, и беки с трехтысячным отрядом бежали сначала в Магиан, а затем были вынуждены уйти в Кокандское ханство.
Однако кокандский хан их схватил и выдал российским властям. Шахрисабз был передан Российской империей бухарскому эмиру Музаффару.
С 1870 до 1920 года Шахрисабз являлся одним из основных городов Бухарского эмирата.

### Советский период
В 1920 году город сначала вошёл в состав Бухарской НСР, а затем (до октября 1924 года) был в составе Бухарской ССР.
31 мая 1958 года посёлок городского типа Шахрисабз получил статус города.
В 1959 году в состав города Шахрисабз вошла станция Китаб, ранее относящаяся к Шахрисабзскому району.

### Шахрисабз в эпоху независимости Узбекистана

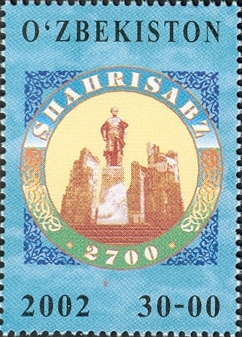
Почтовая марка Узбекистана на 2700 летие Шахрисабза

Шахрисабз признан туристической столицей ОЭС 2024 года.

## География
Город Шахрисабз находится в северо-восточной части Кашкадарьинской области (вилаята). Расстояние до вилаятского центра — Карши́, который находится западнее Шахрисабза, — 90 км.
В 65 км к северу от Шахрисабза находится город Самарканд. Расстояние до границы с Таджикистаном — более 80 км. До Ташкента (на северо-востоке) — более 360 км, до Бухары (на северо-западе) — более 240 км.
Шахрисабз находится в одноимённой долине, с севера, юга и востока его окружает Зарафшанский хребет — часть горной системы Гиссаро-Алай.
С запада — Шахрисабзская долина (иногда называется оазисом), которая примыкает к Кашкадарьинскому оазису, где расположены основные города Кашкадарьинского вилаята.
К Шахрисабзу с северо-востока примыкает город-спутник — Кита́б, который является административным центром Кита́бского района (тума́на).

## Административное деление
По состоянию на 2018 год, население Шахрисабза составляет более 116 000 человек. В городе проживает почти половина всего населения Шахрисабзского района (тумана).  Крупное поселение- поселок Октябрь, 18 тыс. жителей (1994 г.) подчинён городу Шахрисабзс. Расположен в Шахрисабзском оазисе, на Большом Узбекском тракте. Конечная ж.-д. станция (Китаб) ветки (122 км) от Карши. В поселке расположены Хлопкоочистительный, винодельческий, фруктово-консервный заводы.

## Население
Узбеки составляют основную часть населения. Также в городе есть диаспоры таджиков, среднеазиатских арабов, небольшое количество татар, русских, украинцев и некоторых других народов.
В религиозном плане большинство составляют мусульмане-сунниты. Также в Шахрисабзе имеются представители христианства.

## Экономика
Экономика города сконцентрирована в области переработки сельскохозяйственного сырья: хлопкоочистка, консервирование и т. п. Развиты народные и кустарные промыслы.

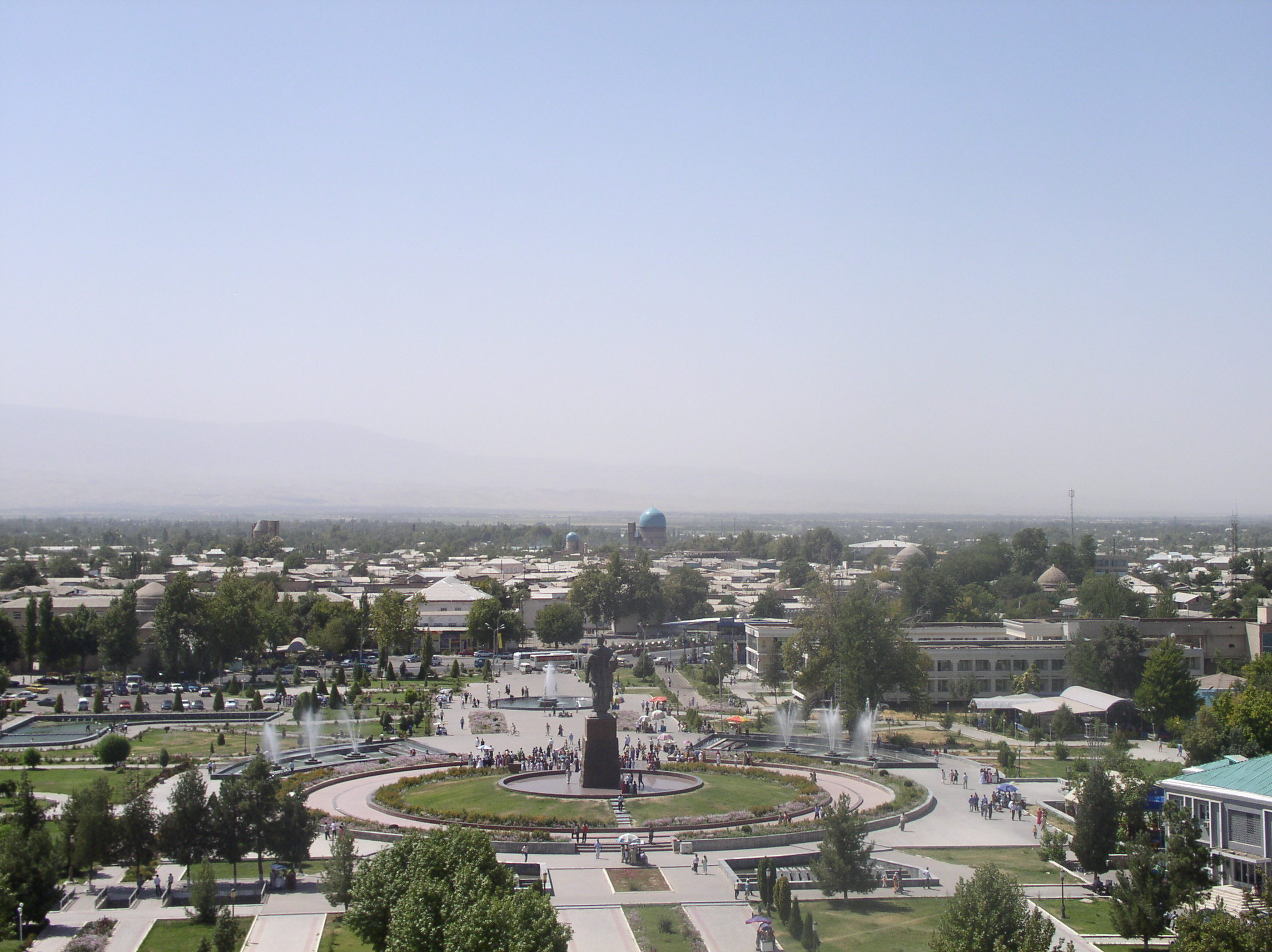
Панорама центра города.

## Археологические памятники
К северу от небольшого кишлака Кумыртепа Китабского района Кашкадарьинской области, по левому берегу небольшой маловодной речки Шурабсай, берущей начало от Зарафшанских гор, с севера на юг чередуются 3 тепа различной конфигурации, которые вместе составляют 3 части древнего столичного города Наутака (Падаятактепа, Узункыр и Сангиртепа).
В середине 80-х годов XX века археологические памятники Шурабсайского микрооазиса, рассредоточенные в пределах 5 км друг от друга, были впервые обследованы сотрудником КАТЭ (Кешской археолого-топографической экспедиция) Н. И. Крашенинниковой. Тогда же эти 3 холма определены как цитадель, собственно город и храм Наутаки.
Падаятактепа — цитадель города площадью 270×74 м. Расположена в северной части на высоком обрывистом берегу Шурабсая.
В результате археологических работ на городище прослежены 4 строительных горизонта. Древнейшие культурные слои городища датируются IX—VIII веками до н. э.
В одном из раскопов в западной части Падаятактепа прослежен участок обводной крепостной стены ахеменидского и эллинистического периодов.
Эти стены показывают, что город Наутака имел (как и городище Афрасиаб в Самарканде) аристократическую часть, обнесенную отдельной стеной — акрополь.
С окончанием правления Александра Македонского город забрасывается, продолжает обживаться лишь акрополь Падаятактепа. Новый город возникает на высоком правом берегу реки Аксу, на месте городища Каландартепа, в черте современного города Китаба.
Узункыр — остатки крепостной стены города. В данное время рядом с кишлаком Кумыртепа она прослеживается в виде невысокого вала длиной более 650 м и шириной 20 м.
В своё время стена окружала территорию всего города площадью более 70 га. Первоначальная стена городища была сооружена из булкообразных сырцовых кирпичей X—IX веков до н. э., характерных для таких древних городов Согда, как Коктепа и Афрасиаб.
Позже, во времена господства Ахеменидского, Селевкидского и Греко-Бактрийского царств, на крепостных стенах города проводились крупномасштабные ремонтные работы.
Сангиртепа — отдельно стоящий холм, располагающийся за чертой городских стен, на расстоянии 650 м к юго-западу от Узункыра.
Состоит из центрального холма площадью 84×62 м и высотой около 8 метров. Обводной стеной охвачена площадь в пределах 3 га.
Начиная с 1983 года, на городище ведутся археологические работы сотрудниками кафедры археологии Ташкентского Государственного университета (ныне — Национальный университет Узбекистана).
В результате археологических раскопок на Сангиртепа был вскрыт уникальный храм зороастрийцев с залом посередине, с алтарём и вспомогательными помещениями. Храм является одним из древнейших культовых сооружений Средней Азии.

## Достопримечательности
В 2000 году исторический центр города и его археологические, архитектурные, религиозные и культурные памятники были включены в список объектов Всемирного наследия ЮНЕСКО под названием «Исторический центр города Шахрисабз».
Наиболее известные памятники Шахрисабза:
- руины дворца Тимура — Аксарай;
- мемориальный комплекс Дорут-Тилават, включающий в себя:
  - мавзолей шейха Шамсад-Дина Куляла ал-Кеши (там же захоронен отец Тимура — Амир Турагай);
  - мавзолей Гумбази-Сейидан (Купол Сейидов);
  - мечеть Кок-Гумбаз (Голубой Купол);
- остатки династической усыпальницы тимуридов Дорус-Сиадат, в том числе склеп Тимура (эмир Тимур захоронен в мавзолее Гур-Эмир в Самарканде);
- бюст Героя Советского Союза Шади Шаимова (его именем названа улица).

## Глава города
Глава города (хоким) — Буриев Шерзод Ахадович. Родился в 1982 году, в городе Шахрисабз. Получил образование в Каршинском государственном университете, затем продолжил учёбу в Академии государственного управления при президенте. До своего назначения хокимом занимал пост руководителя Кашкадарьинского управления Агентства по управлению государственными активами. С ноября 2020 года пост хокима Шахрисабза занимал Акром Исомиддинович Сулаймонов.

## В музыке
Шахрисабз был воспет в известной одноимённой песне узбекского ВИА «Ялла», музыка Фарруха Закирова на слова Евгения Березикова.

## Города-побратимы
| Город    | Год  | Страна      |
| Бейлаган | 2024 | Азербайджан |